# La Lande-de-Fronsac
La Lande-de-Fronsac is een gemeente in het Franse departement Gironde (regio Nouvelle-Aquitaine). De plaats maakt deel uit van het arrondissement Libourne. La Lande-de-Fronsac telde op 1 januari 2022 2.739 inwoners.

## Geografie
De oppervlakte van La Lande-de-Fronsac bedroeg op 1 januari 2022 8,53 vierkante kilometer; de bevolkingsdichtheid was toen 321,1 inwoners per km².

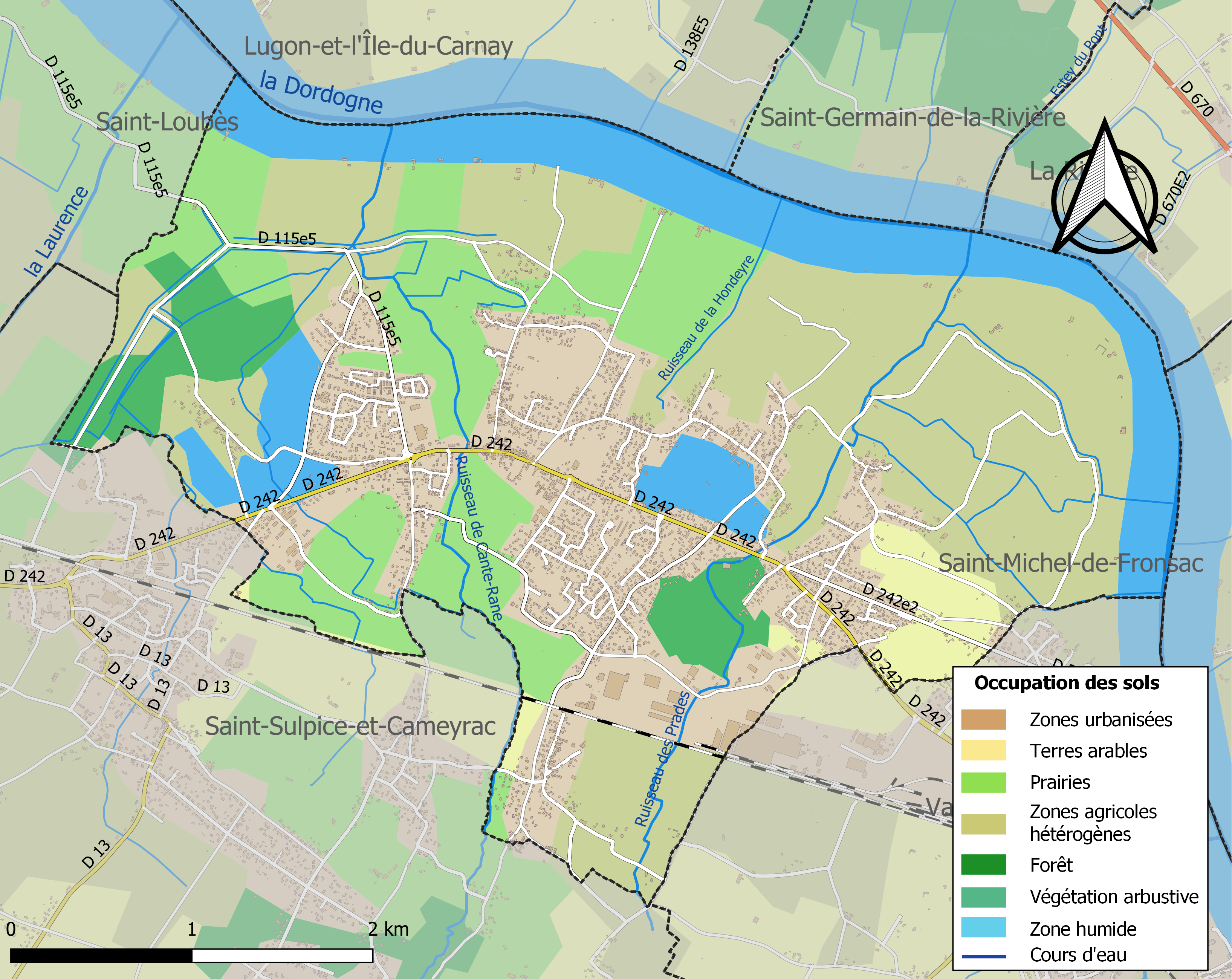
Kaart van de gemeente met belangrijkste infrastructuur, bodemgebruik en omliggende gemeenten

## Demografie
Onderstaande figuur toont het verloop van het inwonertal (bron: INSEE-tellingen).